# QtiPlot
QtiPlot ist ein Programm zur Analyse und Visualisierung von Daten.
QtiPlot ist an die Software Origin angelehnt. Mit QtiPlot können Daten in verschiedenen 2D- und 3D-Diagrammen dargestellt werden. Eine Interpolation der Daten kann mit linearen und nichtlinearen Funktionen erfolgen. Neben der englischen Menüführung lässt sich auch eine deutsche installieren. QtiPlot ist ab Version 0.9.9 als proprietäre Software lizenziert und nicht mehr als freie Software verfügbar. Für die Nutzung des Programms muss ein ein- bis dreijähriger Vertrag mit IONDEV abgeschlossen werden. Der Kauf einer Lizenz kostet für eine Privatperson 20 Euro im ersten Jahr und gestattet für den Zeitraum bis zu zwei Stunden technischen Support.
Bis einschließlich Version 0.9.8.9 ist QtiPlot freie Software, lizenziert unter der GPL. Der Quelltext des Programms ist bis Version 0.9.8.9 als kostenfreier Download, jedoch ohne technischen Support, erhältlich und kann für alle gängigen Betriebssysteme kompiliert werden.